# 陳美鳳 (籃球運動員)
陳美鳳（？年—），北投人，前臺灣女子籃球運動員，就讀北投初中時喜歡上籃球，生涯經歷過綠蓉、忠勤、台元三個時期，效力忠勤時期曾當選國手，1972年曾被亞東女籃借去出國訪問比賽，陳美鳳在1974年高掛球衣，並與教練江憲治的姪兒江明憲共組家庭。